# Matthieu Lièvremont
Matthieu Lièvremont es un jugador francés de rugby nacido el 6 de noviembre de 1975 que juega actualmente en las filas del US Dax. Su puesto en el campo es el de Flanker y es hermano de los también internacionales Marc Lièvremont, actual seleccionador francés y Thomas Lièvremont entrenador del Aviron Bayonnais  .

## Carrera profesional

### Selección nacional
Su debut internacional con la selección nacional de rugby de Francia, fue el 28 de junio de 2008 contra Australia.